# Dead Man's Party
Dead Man's Party es el segundo episodio de la tercera temporada de Buffy the Vampire Slayer. La narración sigue a Buffy que vuelve a Sunnydale. Sus problemas con Ángel, más el rencor y la distancia de sus amigos y madre, solo hará las cosas más difíciles. 

## Argumento
Joyce le da permiso a Buffy para que se encuentre con sus amigos. Este se sorprende al verlos trabajando en grupo, aunque es ella que reduce al vampiro. En casa de Giles, éste está emocionado de verla a salvo. En el instituto, el director Snyder se niega a readmitirla.
En casa conoce a una amiga de su madre, Pat. Joyce invita a los amigos de Buffy a cenar y ésta baja al sótano a buscar la vajilla. Se encuentra a un gato muerto y lo entierran en el jardín. Por la noche, Buffy sueña con Ángel. Cuando despierta y va a la cocina encuentra al gato convertida en un muerto viviente, así que Giles decide estudiarlo. La cena íntima termina siendo una gran fiesta con el grupo de Oz, Dingoes Ate My Babe, y un montón de gente que se ha colado y no conocen a Buffy de nada. Pat habla con Joyce en la cocina y Buffy les escucha. Su madre la echaba de menos pero le confiesa a su nueva amiga lo difícil que son las cosas ahora. Willow descubre a Buffy recogiendo sus cosas en su habitación.
Giles encuentra en uno de sus libros la ilustración de la máscara nigeriana que Joyce tiene en su casa. Los muertos de Sunnydale salen de sus tumbas y se dirigen a casa de las Summers, donde atacan a los presentes, matando a Pat. Giles les explica a Oz y a Cordelia que la máscara nigeriana posee el poder del demonio Ovu Mobanio y que el zombi que se la ponga se convertirá en demonio.
En la habitación de Joyce nadie nota que Pat se ha levantado y se pone la máscara. La única forma de detener al demonio es atacando sus ojos. Buffy acaba con él.
Al día siguiente, Giles amenaza al director Snyder para que readmita a Buffy. Buffy y Willow se encuentran y hablan sobre sus experiencias durante los meses que han estado separadas.

## Reparto

### Personajes principales
- Sarah Michelle Gellar como Buffy Summers.
- Nicholas Brendon como Xander Harris.
- Alyson Hannigan como Willow Rosenberg.
- Charisma Carpenter como Cordelia Chase.
- David Boreanaz como Angelus.
- Anthony Stewart Head como Rupert Giles.
- Seth Green como Oz

### Apariciones especiales
- Kristine Sutherland como Joyce Summers.
- Nancy Lenehan como Pat.
- Armin Shimerman como Director R. Snyder

### Personajes secundarios
- Danny Strong como Jonathan Levinson.
- Jason Hall como Devon MacLeish.
- Paul Morgan Stetler como Joven doctor.
- Chris Garnant como Stoner #1.

## Producción

### Guion
El episodio se inspira en la película Pet Sematary, que adaptaba la novela homónima de Stephen King, en La noche de los muertos vivientes de George Romero y, tal vez, incluso en La máscara, a la vez que muestra las consecuencias de expresar las emociones.

### Música
- Christophe Beck - «The Mask theme»
- Four Star Mary - «Never mind»
- Four Star Mary - «Pain»
- Four Star Mary - «Sway»
- Oingo Boingo - «Dead Man's Party».  El título del episodio deriva de la canción y el álbum epónimos de Oingo Boingo.

## Continuidad
Aquí se presentan los hechos que o bien influyen en la tercera temporada exclusivamente, o bien que viniendo de episodios anteriores influyen en este. Y por último, acontecimientos que ocurren en este episodio que influyen en las demás temporadas o en alguna otra temporada.

### Para la tercera temporada
- Buffy se reconcilia con sus amigos. Ahora tiene que hacer lo mismo con ella misma.
- Este episodio deja ver la conexión entre el alcalde y el director R. Snyder. El alcalde se volverá el villano de la temporada.